# Szwajcarska wojna domowa
Szwajcarska wojna domowa (niem. Sonderbundskrieg) miała miejsce w listopadzie 1847 roku. Przyczyną wojny był konflikt polityczny między konserwatywnymi kantonami katolickimi, które utworzyły sojusz wojskowy Sonderbund (Specjalne Przymierze), a liberalnymi kantonami, w większości protestanckimi, które dążyły do transformacji konfederacji szwajcarskiej w federację i scentralizowania rządów. Wojna, inspirowana przez mocarstwa (głównie Austrię i Francję), zakończyła się po 26 dniach zwycięstwem liberałów.

## Przyczyny wojny
protestanci
     katolicy

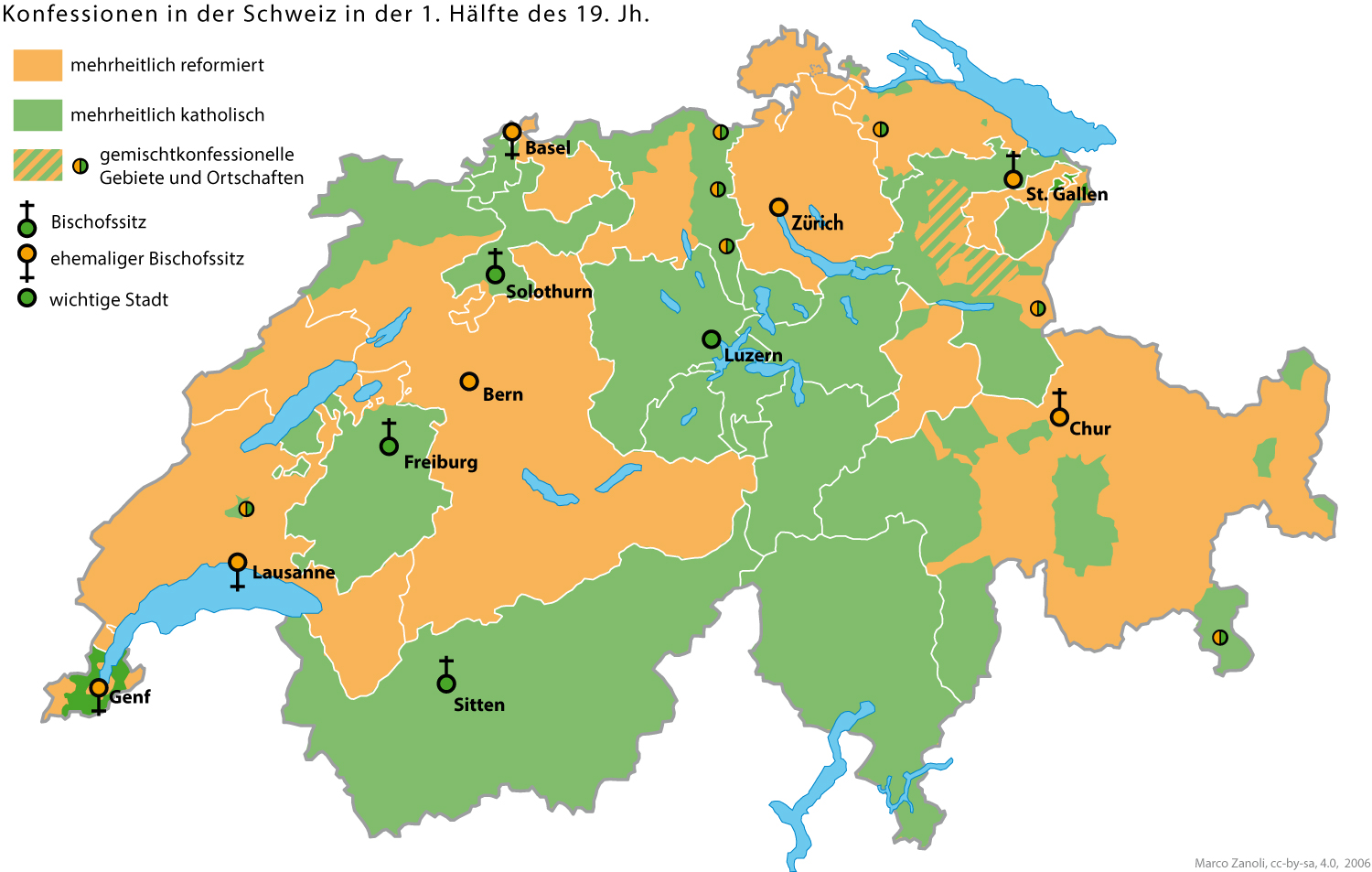
Rozmieszczenie grup religijnych w Szwajcarii (1800)
protestanci
katolicy

Szwajcaria po kongresie wiedeńskim przeżywała burzliwy okres. W postępowych kantonach protestanckich powstał ruch polityczny dążący do transformacji politycznej (liberałowie). Głównymi założeniami liberałów było: wprowadzenie rządów centralnych, wprowadzenie równości obywateli, bliższa współpraca między kantonami, przekształcenie systemu konfederacyjnego w system federalny. Tymczasem konserwatywne kantony katolickie, popierane przez duchownych (zwłaszcza jezuitów) pragnęły pozostać przy dawnym systemie. W latach 1830–1847 w całej Szwajcarii miały miejsce liczne ekscesy polityczne. Dochodziło do demonstracji, zbrojnych marszów (np. marsz uzbrojonych chłopów na Zurych w 1839, który zakończył się strzelaniną i śmiercią 30 osób), powstań (np. powstanie katolików w Argowii), przewrotów (próby zbrojnego przejęcia władzy przez liberałów w Lucernie w 1844 i 1845, w czasie walk zginęło 35 osób, ok. 2 tys. wzięto do niewoli). W roku 1845 kantony konserwatywne założyły związek wojskowy Sonderbund, co pozostałe kantony uznały za niezgodne z umową związkową.

## Zaangażowanie zagraniczne
konserwatyści (Sonderbund)
     liberałowie
     kantony neutralne

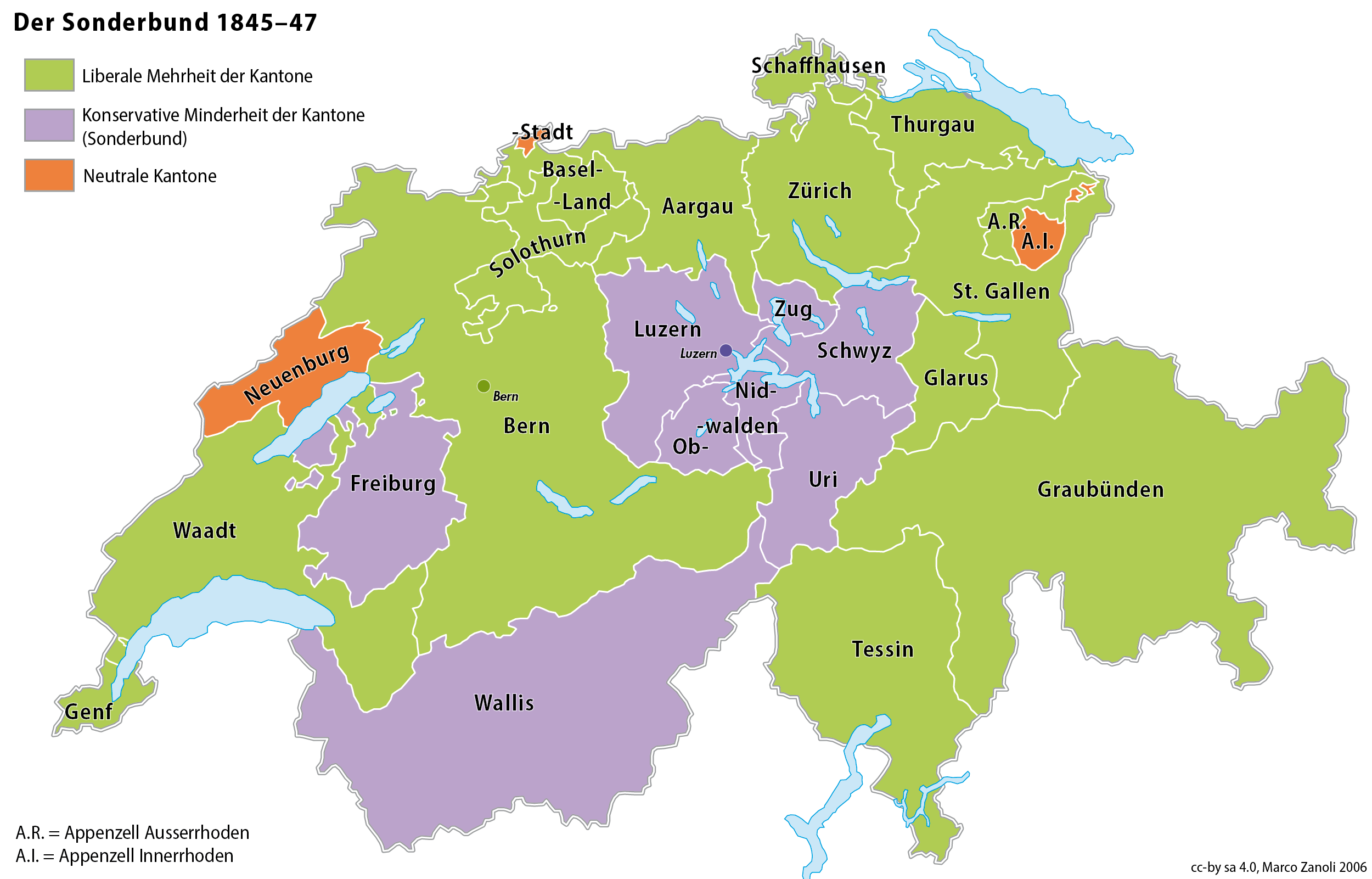
Strony konfliktu
konserwatyści (Sonderbund)
liberałowie
kantony neutralne

Mocarstwa zagraniczne i państwa ościenne postanowiły wykorzystać sytuację w Szwajcarii i zaognić konflikt, co dawałoby im możliwość interwencji w neutralnej, według Kongresu wiedeńskiego, Szwajcarii. Niektóre z nich jak Austria, Francja czy Księstwo Sabaudii-Piemontu wspierały konserwatystów, np. Austria wysyłała do Sonderbundu instruktorów wojskowych, a Francja i Sabaudia przekazywała sojuszowi broń. Jednym z kandydatów na głównodowodzącego siłami konserwatystów był Dezydery Chłapowski. Natomiast Wielka Brytania dyplomatycznie popierała liberałów. Państwa liczące na interwencję w Szwajcarii liczyły, że dzięki ich zabiegom wojna stanie się długa i wyniszczająca, co dałoby pretekst do zbrojnej interwencji.

## Przebieg wojny
W lipcu 1847 roku, po przejęciu władzy przez liberałów w części niezdecydowanych dotychczas kantonów, parlament federalny uznał Sonderbud za organizację nielegalną. 3 listopada 1847 roku 100 tys. żołnierzy rządowych, dowodzonych przez genewskiego gen. Guillaume'a Henriego Dufoura rozpoczęło zmasowany atak na pozycje konserwatystów. Pierwszym celem liberałów był Fryburg, który skapitulował 14 listopada. Następnie zaatakowano, z rejonów Zurychu, Berna i Argowii, centrum zbuntowanej części kraju. 21 listopada kapitulację ogłosił kanton Zug. Zajęcie Zugu przez liberałów odsłoniło pozycje Sonderbundu w rejonie Lucerny. Wojska związkowe wykorzystały ten fakt i 23 listopada przypuściły atak na wieś Gisikon, bitwa pod Gisikon była decydującym starciem wojny. Po ewakuacji oddziałów Sonderbundu z Lucerny wojska rządowe zajęły miasto. Spowodowało to kapitulację pozostałych kantonów konserwatywnych i zakończenie wojny 29 listopada 1847 roku.

## Po wojnie
Zwycięscy liberałowie po zakończeniu działań wojennych rozpoczęli negocjacje z konserwatystami. To podczas tych negocjacji ustalono kształt nowej konstytucji będącej kompromisem między poglądami obu stronnictw. Przegrane kantony nie były szczególnie represjonowane. Musiały jedynie zgodzić się na czasową okupację oraz pokryć koszty wojny.

## Podsumowanie
Dzięki niewielkiej powierzchni terenów, na których trwała wojna oraz zabiegom dyplomatycznym Wielkiej Brytanii wojna zakończyła się szybko i nie doszło do interwencji międzynarodowej. Rozkazy gen. Dufoura, aby nie niszczyć mienia i oszczędzać przeciwników, znacznie zmniejszyły straty wojenne. Zginęło 138 osób, ok. 300 zostało rannych. Zniszczenia materialne również nie były znaczne. Przy niedużych stratach Szwajcaria wyszła z kryzysu politycznego i rozpoczęła reformy ustrojowe, niezbędne do poprawy funkcjonowania państwa. Była to ostatnia wojna z udziałem armii szwajcarskiej.